# Oglasni pano
Oglásni panó (tudi vèleplakát) je zelo velik, zlasti reklamni plakat, ki se običajno nahaja na območjih z velikim prometom, na primer ob prometnih cestah. Oglasni panoji predstavljajo velike oglase mimoidočim pešcem in voznikom. Blagovne znamke običajno uporabljajo oglasne table za gradnjo svojih blagovnih znamk ali za promocijo svojih novih izdelkov.